# Gontarev
Gontarev je priimek v Sloveniji, ki ga je po podatkih Statističnega urada Republike Slovenije na dan 1. januarja 2010 uporabljalo 10 oseb in je med vsemi priimki po pogostosti uporabe uvrščen na 18.624. mesto.

## Znani nosilci priimka
- Polona Gontarev, flavtistka
- Vasilij Gontarev, metalurg